# Patrik Hefti
Patrik Hefti (* 19. November 1969) ist ein ehemaliger Fussballspieler aus Liechtenstein.
Der seinerzeit bei der Liechtensteiner Post als Briefträger arbeitende Abwehrspieler war 1993 vor dem Start Liechtensteins zur ersten Teilnahme der Verbandsgeschichte an einer Qualifikationsrunde für eine Europameisterschaft mit lediglich 2 absolvierten Länderspielen einer der Rekordnationalspieler seines Heimatlandes. Insgesamt absolvierte er in der Folgezeit 31 weitere und somit vom 30. Mai 1990 bis zum 13. Februar 2002 33 Länderspiele für die Liechtensteinische Fussballnationalmannschaft.
Im Verein spielte er zunächst für den FC Vaduz. 1994 bis 1995 absolvierte er 24 Spiele für Carolina Dynamo in den USA. Später war er auch für den FC Schaan aktiv.